# Regeringen Erlander III
Regeringen Erlander III var en svensk regering som tillträdde den 31 oktober 1957, efter att koalitionsregeringen med Bondeförbundet spruckit, och avgick den 14 oktober 1969 i samband med att Tage Erlander lämnade partiordförandeskapet. Regeringen Erlander III var, med nästan tolv år i regeringsställning, Sveriges hittills (2024) längst sittande regering.

## Statsråd
| Statsminister                                |  | Tage Erlander          | 31 oktober 1957   | 14 oktober 1969   | Socialdemokraterna |
| Justitieminister                             |  | Ingvar Lindell         | 31 oktober 1957   | 1 december 1959   | Socialdemokraterna |
| Justitieminister                             |  | Herman Kling           | 1 december 1959   | 14 oktober 1969   | Socialdemokraterna |
| Utrikesminister                              |  | Östen Undén            | 31 oktober 1957   | 20 september 1962 | Socialdemokraterna |
| Utrikesminister                              |  | Torsten Nilsson        | 20 september 1962 | 14 oktober 1969   | Socialdemokraterna |
| Försvarsminister                             |  | Sven Andersson         | 31 oktober 1957   | 14 oktober 1969   | Socialdemokraterna |
| Socialminister                               |  | Torsten Nilsson        | 31 oktober 1957   | 20 september 1962 | Socialdemokraterna |
| Socialminister                               |  | Sven Aspling           | 20 september 1962 | 14 oktober 1969   | Socialdemokraterna |
| Kommunikationsminister                       |  | Gösta Skoglund         | 31 oktober 1957   | 25 november 1965  | Socialdemokraterna |
| Kommunikationsminister                       |  | Olof Palme             | 25 november 1965  | 29 september 1967 | Socialdemokraterna |
| Kommunikationsminister                       |  | Svante Lundkvist       | 29 september 1967 | 1 juli 1969       | Socialdemokraterna |
| Kommunikationsminister                       |  | Bengt Norling          | 1 juli 1969       | 14 oktober 1969   | Socialdemokraterna |
| Finansminister                               |  | Gunnar Sträng          | 31 oktober 1957   | 14 oktober 1969   | Socialdemokraterna |
| Ecklesiastikminister                         |  | Ragnar Edenman         | 31 oktober 1957   | 29 september 1967 | Socialdemokraterna |
| Utbildningsminister                          |  | Olof Palme             | 29 september 1967 | 14 oktober 1969   | Socialdemokraterna |
| Jordbruksminister                            |  | Gösta Netzén           | 31 oktober 1957   | 25 november 1961  | Socialdemokraterna |
| Jordbruksminister                            |  | Eric Holmqvist         | 25 november 1961  | 25 januari 1969   | Socialdemokraterna |
| Jordbruksminister                            |  | Ingemund Bengtsson     | 25 januari 1969   | 14 oktober 1969   | Socialdemokraterna |
| Handelsminister                              |  | Gunnar Lange           | 31 oktober 1957   | 14 oktober 1969   | Socialdemokraterna |
| Inrikesminister                              |  | Rune B. Johansson      | 31 oktober 1957   | 25 januari 1969   | Socialdemokraterna |
| Inrikesminister                              |  | Eric Holmqvist         | 25 januari 1969   | 14 oktober 1969   | Socialdemokraterna |
| Civilminister                                |  | Sigurd Lindholm        | 31 oktober 1957   | 16 september 1965 | Socialdemokraterna |
| Civilminister                                |  | Hans Gustafsson        | 16 september 1965 | 1 juli 1969       | Socialdemokraterna |
| Civilminister                                |  | Svante Lundkvist       | 1 juli 1969       | 14 oktober 1969   | Socialdemokraterna |
| Industriminister                             |  | Krister Wickman        | 1 januari 1969    | 14 oktober 1969   | Socialdemokraterna |
| Konsultativa statsråd                        |  |                        |                   |                   |                    |
| Juristkonsult                                |  | Herman Kling           | 31 oktober 1957   | 1 december 1959   | Socialdemokraterna |
| Juristkonsult                                |  | Carl Henrik Nordlander | 1 december 1959   | 25 oktober 1960   | Partilös           |
| Juristkonsult                                |  | Rune Hermansson        | 25 oktober 1960   | 9 december 1966   | Socialdemokraterna |
| Juristkonsult                                |  | Lennart Geijer         | 9 december 1966   | 14 oktober 1969   | Socialdemokraterna |
| Juristkonsult                                |  | Björn Kjellin          | 31 oktober 1957   | 29 augusti 1958   | Partilös           |
| Juristkonsult och kyrko- och ungdomsminister |  | Sven af Geijerstam     | 29 augusti 1958   | 19 april 1963     | Socialdemokraterna |
| Ungdomsminister                              |  | Olof Palme             | 19 april 1963     | 25 november 1965  | Socialdemokraterna |
| Juristkonsult                                |  | Sven-Eric Nilsson      | 29 april 1964     | 14 oktober 1969   | Socialdemokraterna |
| Familje-, Konsument- och biståndsminister    |  | Ulla Lindström         | 31 oktober 1957   | 28 december 1966  | Socialdemokraterna |
| Kommun- och landstingsminister               |  | Svante Lundkvist       | 25 november 1965  | 29 september 1967 | Socialdemokraterna |
| Nedrustningsminister                         |  | Alva Myrdal            | 28 december 1966  | 14 oktober 1969   | Socialdemokraterna |
| Familje- och invandrarminister               |  | Camilla Odhnoff        | 9 januari 1967    | 14 oktober 1969   | Socialdemokraterna |
| Bitr. finansminister                         |  | Krister Wickman        | 28 februari 1967  | 31 december 1968  | Socialdemokraterna |
| Undervisningsminister                        |  | Sven Moberg            | 29 september 1967 | 14 oktober 1969   | Socialdemokraterna |
| Löneminister                                 |  | Bertil Löfberg         | 25 januari 1969   | 14 oktober 1969   | Socialdemokraterna |